# Шагеев, Роберт Мансурович
Роберт Мансурович Шагеев (род. 21 февраля 1977) — офицер ВМС Украины, командир подводной лодки «Запорожье». В марте 2014 года во время российской аннексии Крыма подводная лодка была заблокирована в Севастополе. После аннексии Крыма дезертировал из рядов ВМС Украины и перешёл на службу в ВМФ России.

## Биография
Окончил Севастопольский военно-морской институт имени П. С. Нахимова в 1999 году. С 12 августа 2011 в звании капитана 2-го ранга вступил в командование подводной лодкой ВМС Украины U-01 «Запорожье», ранее возглавлял её второй экипаж. В июле 2013 года Роберту Шагееву было досрочно присвоено звание капитана 1-го ранга.
Во время российской аннексии Крыма в 2014 году подводная лодка «Запорожье» была заблокирована в Стрелецкой бухте. Переговоры с экипажем о сдаче шли долго, и Шагеев заявлял, что будет стоять за Украину до последнего.
Экипаж подводной лодки сначала забаррикадировался внутри корпуса и отказался сдаваться российским войскам. 21 марта 2014 года моряки по приказу командира лодки Роберта Шагеева отдраили люки и вышли из корабля. Российский буксир отбуксировал «Запорожье» в Южную бухту. Там спустили украинский и подняли российский флаг, а Шагеев перешёл в ряды российского ВМФ, прихватив с собой более 50 тыс. гривен материальной помощи, которую ему перечислили на расчётный счёт для поддержки экипажа. За дезертирство Шагеев объявлен в розыск.
В том же 2014 году начал переподготовку в Санкт-Петербурге. В конце 2015 года являлся командиром одного из двух дивизионов подводных лодок, базирующихся в Севастополе. 18 марта 2016 года присутствовал на торжественной церемонии спуска на воду подводной лодки «Великий Новгород» в Санкт-Петербурге. В 2016 году в качестве заместителя командира соединения подводных лодок встречал ПЛ Б-261 «Новороссийск». В марте 2017 года Шагеев участвовал в учениях противолодочных сил, командуя подводной лодкой Б-262 «Старый Оскол». В конце 2017-начале 2018 участвовал в выполнении задач в дальней морской зоне. По состоянию на 2018 — заместитель командира 4-й отдельной бригады подводных лодок ЧФ.

## Личная жизнь
Жена — Алла.

## Награды
Роберт Шагеев был отмечен следующими знаками отличия:
- «Знак почёта» Министерства обороны Украины
- Почётный нагрудный знак «За достижения в военной службе» I степени
- Медаль «10 лет Вооружённых сил Украины»
- Памятный знак «20 лет Военно-морским силам Украины»
- Медали «За добросовестную службу» II и III степеней
- Памятная медаль «90 лет Военно-морскому флагу Украины»
- Памятный знак «15 лет Военно-морским силам Украины»[18];